# Енкрвил
Енкрвил (фр. Aincreville) насеље је и општина у североисточној Француској у региону Лорена, у департману Меза која припада префектури Верден.
По подацима из 2011. године у општини је живело 87 становника, а густина насељености је износила 9,55 становника/km². Општина се простире на површини од 9,11 km². Налази се на средњој надморској висини од 200 метара (максималној 314 m, а минималној 187 m).

## Демографија
| 1962. | 1968. | 1975. | 1982. | 1990. | 1999. | 2011. |
| ----- | ----- | ----- | ----- | ----- | ----- | ----- |
| 121   | 121   | 90    | 81    | 83    | 84    | 87    |

График промене броја становника у току последњих година